# はこいり良品
『はこいり良品』（はこいりりょうひん）は、井上トモコによる日本の4コマ漫画作品。『まんがタイム』（芳文社）にて、2005年3月号から2018年12月号まで連載されていた（2013年8月号より11月号まで休載）。2020年2月現在、単行本は1巻まで刊行されている。

## 概要
とある町にある商店街「こだわり通り商店街」。その中にある「木下古書店」では、老人と若い女性2人が店を切り盛りしている。古書の売買や商店街の人々とのふれあいなどの日常を描く。

## 登場人物

### 木下家
木下しおり
木下家の長女。27歳。引退した元店主の祖父に代わって、木下古書店の店主として店を切り盛りしている。本好きで博識だが、英語を黙読は出来ても会話できないなど、どこか抜けた面もある。しかしながら、ちょっとした思い付きでセールを開いたりして好評を得たりするなど、商魂たくましい。商店街の人々からは幼い頃から面倒を見てもらっていたためか、妹のマキともども娘のような扱いを受けている。幼い頃より、両親に代わってマキの面倒も見てきている。ケンジが一時は憧れるほど美人だが、未だ独身。青木との見合いの話が持ち上がったりなど、異性に縁がないわけではないが、本人は恋より本にそっちのけで、あまり色恋沙汰に興味がないようである。
木下マキ
木下家の次女。17歳。木下古書店の店員ではないが、時折手伝いをしている。姉のしおりのことが大好きで、しおりが青木と親しくしている様子を見て嫉妬したりしているが、以前はケンジのしおりへの恋に協力したりしていた。商店街に若い女性が少ないゆえか、あちこちの店からバイトを誘われて看板娘として働いている。ケンジとは幼馴染で何かと一緒に行動し、仲がいいため、商店街や学校などの周囲の人々からは公認カップル扱いされている（しおりを始めとした商店街の人々からはいずれケンジと結婚し、魚政の嫁に行くだろうとまで思われている）が、本人は現在のところ、ケンジに対して良き友人以上の感情は持っていない。小さい頃はかなりのお転婆で、成長した今もお転婆は直っていない。そのお転婆さを見込まれて、冴子さんの店では食い逃げの対処を教えられたことも。
木下亀吉
木下家の主。74歳。木下古書店の元店主で、店の経営はしおりに譲ってはいるが、本人はまだまだ現役。年のわりにスポーツをたしなんだりと活動的で、かつ放浪癖があり、数日は家を空けていることもしばしば。別の商店街の青空古本店とは仲が良いらしく、その縁で青木としおりの見合い話を持ってきたりしたことも。
しおりとマキの両親
2人とも単身赴任で遠くに住んでおり、作中には登場しない（顔写真は出ている）。父は福岡に、母は札幌に住んでおり、木下家とは時折手紙のやり取りをしている。普段は別々のところにいる2人だが、木下家に内緒で2人だけで熱海や箱根に旅行に行ったことも。

### 商店街の人々
ケンジ
魚屋「魚政」の一人息子。17歳。マキの同級生で、幼馴染でもある。父と体の弱い母との3人暮らし。店をよく手伝っており、魚も捌けるほどで、いずれは店を継ぐだろうと周りには思われている（父親からはバカ息子扱いされているが）。当初はしおりに憧れており、マキに恋の協力をしてもらったりしていたが、ふとしたことからマキが気になり始めるようになる。しかしながらマキにはその気がなく、ケンジの恋は空回りしている。だが決して仲が悪いわけではなく、現在のところは気の合う悪友といったところである。
冴子さん
木下古書店の向かいにある喫茶店の女主人。さばけた性格で、しおりの話し相手になったり、マキをバイトとして雇ったりしている。

### その他の人々
青木龍ノ介
こだわり通り商店街とは別のところにある青空古本店の息子。28歳。眼鏡をかけた優男。しおりとの見合い話が持ち上がったが、しおりの方から断られた。それを聞きに木下古書店にやってきて以来、商店街にたびたび訪れるようになる。当初は商店街の人々から「しおりの相手なんて認めん」と思われていたが、次第に打ち解け、いつの間にか商店街の一員となっている。しおりに対してはほのかな恋愛感情はあるものの、「ハッキリと言ったらハッキリと断られるから」と空気を読んでアプローチはしていない。当のしおりには古書店の仲間として気の合う戦友扱いされている。しかしながらのほほんとした性格ゆえか、しおりとの仲は決して悪くなく、マキ曰く、「この2人実はお似合いなんじゃ…」と思われたこともある。

## 書誌情報
1. 2009年9月7日発売 ISBN 978-4832267749